# Narragansetts
Pour les articles homonymes, voir Narragansett (homonymie).

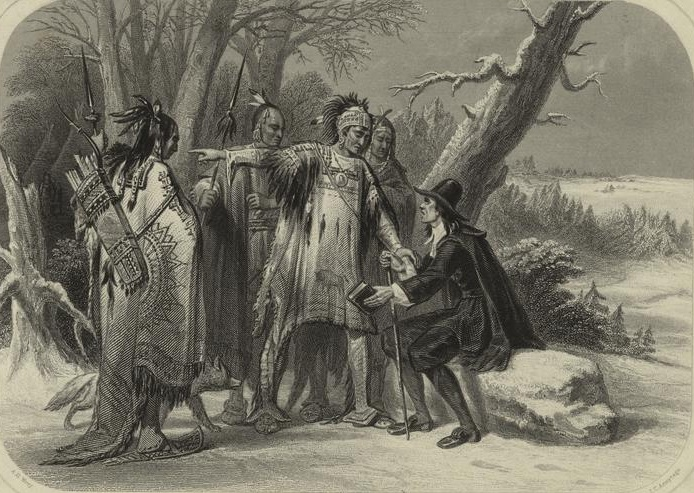
Le prêcheur Roger Williams et les Narragansetts, peinture de la fin du XIX.

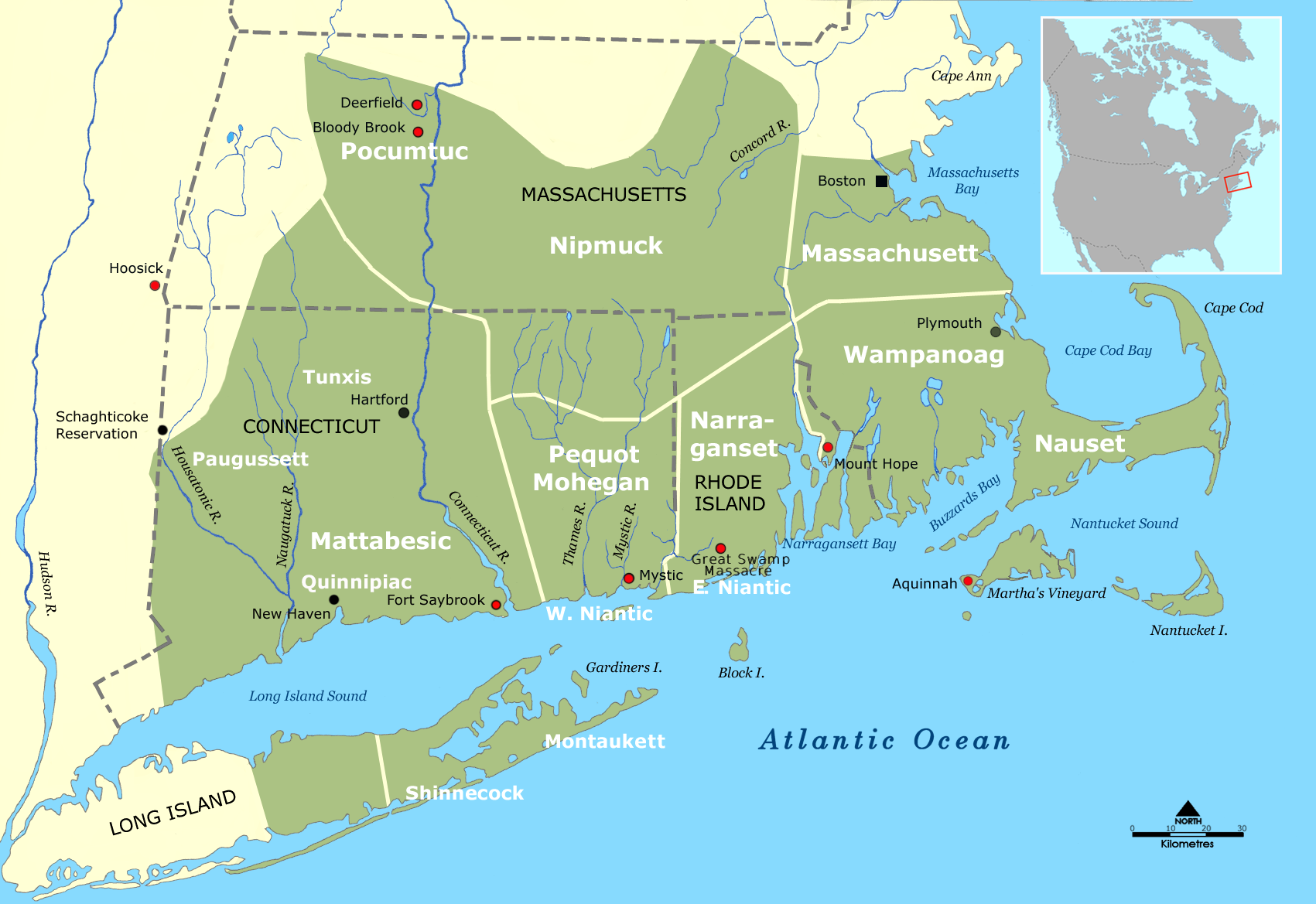
Répartition des peuples amérindiens dans le sud de la Nouvelle-Angleterre vers 1600.

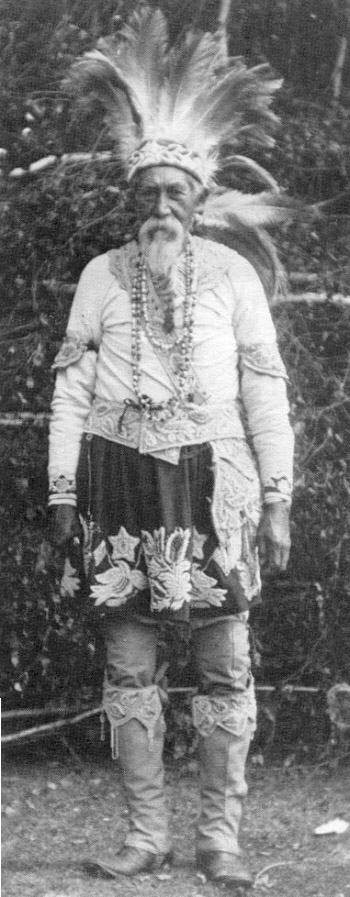
Lester Skeesuk, Narraganset-Mohegan de Brothertown, Wisconsin

Les Narragansetts ou Nation souveraine des Nahahiganseck constituent un ensemble de tribus
algonquiennes vivant dans le Nord-Est des États-Unis, autour de la baie de Narragansett, dans le Rhode Island, le Connecticut et dans l’Est du Massachusetts.
Les Narragansetts actuels sont les descendants des peuples autochtones de l'État de Rhode Island (Nouvelle-Angleterre).

## Histoire
L'histoire orale du peuple Narragansett établit leur présence dans la région depuis plus de 30 000 ans. Les données archéologiques concernant la présence humaine en Amérique du Nord à cette époque sont contradictoires.

### Contact avec les Européens
Le premier contact documenté avec les Amérindiens du Rhode Island a eu lieu en 1524 lors de la visite de Giovanni da Verrazzano, au service du roi de France François Ier, de la baie de Narragansett. Il décrit une importante population vivant de l'agriculture et de la chasse et dirigée par de puissants monarques. La première colonie européenne s'installe à Rhode Island vers 1635. En 1636, Roger Williams acquiert les droits sur les terres à Providence des sachems Narragansett.

#### Les épidémies
Les maladies transmises aux populations amérindiennes entrées en contact avec les colons anglais vers 1618 étaient nombreuses et virulentes, en particulier  la variole, les maladies vectorielles à tiques, la typhoide et la rougeole.

### La reconnaissance
Tout au long de l'histoire des États-Unis d'Amérique, les Narragansetts ont plusieurs fois perdu tous leurs droits puis en ont regagné une partie. En 2006, le procès concernant leur indépendance relative et leurs droits dans leur réserve est gagné en appel puis reperdu par la suite.

## Culture
Historiquement, les membres de la tribu avaient deux maisons, une maison d'hiver et une d'été. La résidence d'hiver appelée longue maison pouvait contenir jusqu'à vingt familles. Pendant l'été, la tribu se déplaçait sur le littoral et construisait des wigwams ou wetus, abris temporaires faits d'écorce et de tapis tissés à l'extérieur et à l'intérieur. Ils utilisaient de grandes pirogues qui pouvaient contenir jusqu'à quarante hommes.
La culture Nahahiganseck existe dans la région depuis plusieurs centaines d'années, vivant notablement de l'échange. La ville de Narragansett dans le Rhode Island, porte leur nom. Ils souffrirent des atrocités des Européens dès la guerre du Roi Philip. Les Narragansett absorbèrent les membres d'autres tribus afin d'accroître leur population, notamment par des membres de la tribu Niantic qui ont totalement fusionné avec eux. D'après les documents tribaux, leur population s'élève approximativement à 2 400 personnes aujourd'hui.

### Langue
Le mot Narragansett signifie littéralement « (peuple) de la petite tache ». La langue de cette tribu, le narragansett, appartient au rameau algonquien. La « tache » pourrait faire référence à une mare salée (Salt Pond), localisée dans le comté de Washington (site RI 110). L'usage du narragansett a pratiquement disparu au début du XXe siècle, mais les Amérindiens tentent de le faire revivre grâce aux manuels et études d'il y a un siècle. Il y avait à vrai dire deux dialectes : le « dialecte Y » des Narragansetts et le « dialecte N » parlé par les Massachusetts et les Wampanoags, mais ils étaient suffisamment proches pour qu'il y ait inter-intelligibilité. Les autres dialectes Y de l'algonquien sont le shinnecock (parlé à Long Island) et le pequot (parlé dans le Connecticut), tous deux éteints.
Au XVIIe siècle, le fondateur de Providence Roger Williams, apprit le narragansett (qu'il appelle Nanhigganeuck) et en donna une brève description dans un essai : A Key Into the Language of America (1643).
L'anglais américain a emprunté plusieurs mots au narragansett et aux langues algiques en général : outre les toponymes de Wampanoag et Massachusett, on trouve quahog, moose (orignal), papoose, powwow, squash (citrouille) et succotash.